# Black Mamba (Phantasialand)
Pour les articles homonymes, voir Black Mamba.
Black Mamba est un parcours de montagnes russes inversées construit par Bolliger & Mabillard pour le parc d'attractions allemand Phantasialand. 
L'attraction est située dans la zone Deep in Africa sur le thème de l'Afrique. Son nom vient du mamba noir, le plus grand et le plus venimeux serpent d'Afrique.
La topologie de la zone a été créée en fonction du parcours pour mieux interagir avec lui. Ainsi, deux tiers du parcours se passent sous le niveau du sol. 60 000 m3 de terre ont d'ailleurs été extrait lors des travaux.
Les éléments qui constituent le parcours (dans l'ordre) sont : un looping vertical (haut de 20 mètres), un zero-G roll, un Jr. Immelmann et deux tire-bouchons.

## Le saviez-vous?
Les éléments de décoration de l'attraction et de toute la zone ont été directement importés d'un village camerounais. De même, la végétation a été ramenée d'Afrique et a été plantée dans un sol équipé d'un système de chauffage pour lui permettre de résister au climat de la région de Brühl. Le coût total de la scénographie revient à 11 millions d'euros.
Quelques épisodes d'alerte cobra ont été tournés à Phantasialand notamment sur Black Mamba.

## Caractéristiques
- Longueur : 728 mètres
- Hauteur : 26 mètres
- Inversions : 4 (looping de 20m, immelmann, tire-bouchon, zero-G roll)
- Vitesse : ≈ 80 km/h
- Durée : 1 min 20 s
- Trains : 2 trains, 8 wagons de 4 passagers (32 passagers par train). Équipés de harnais.
- Capacité théorique : 1 500 personnes par heure.
- Budget : 22 millions d'euros (dont la moitié est consacrée aux décors)

## Classement
| Rang | 8 | 30 | 35 | 42 | 28 |

## Galerie

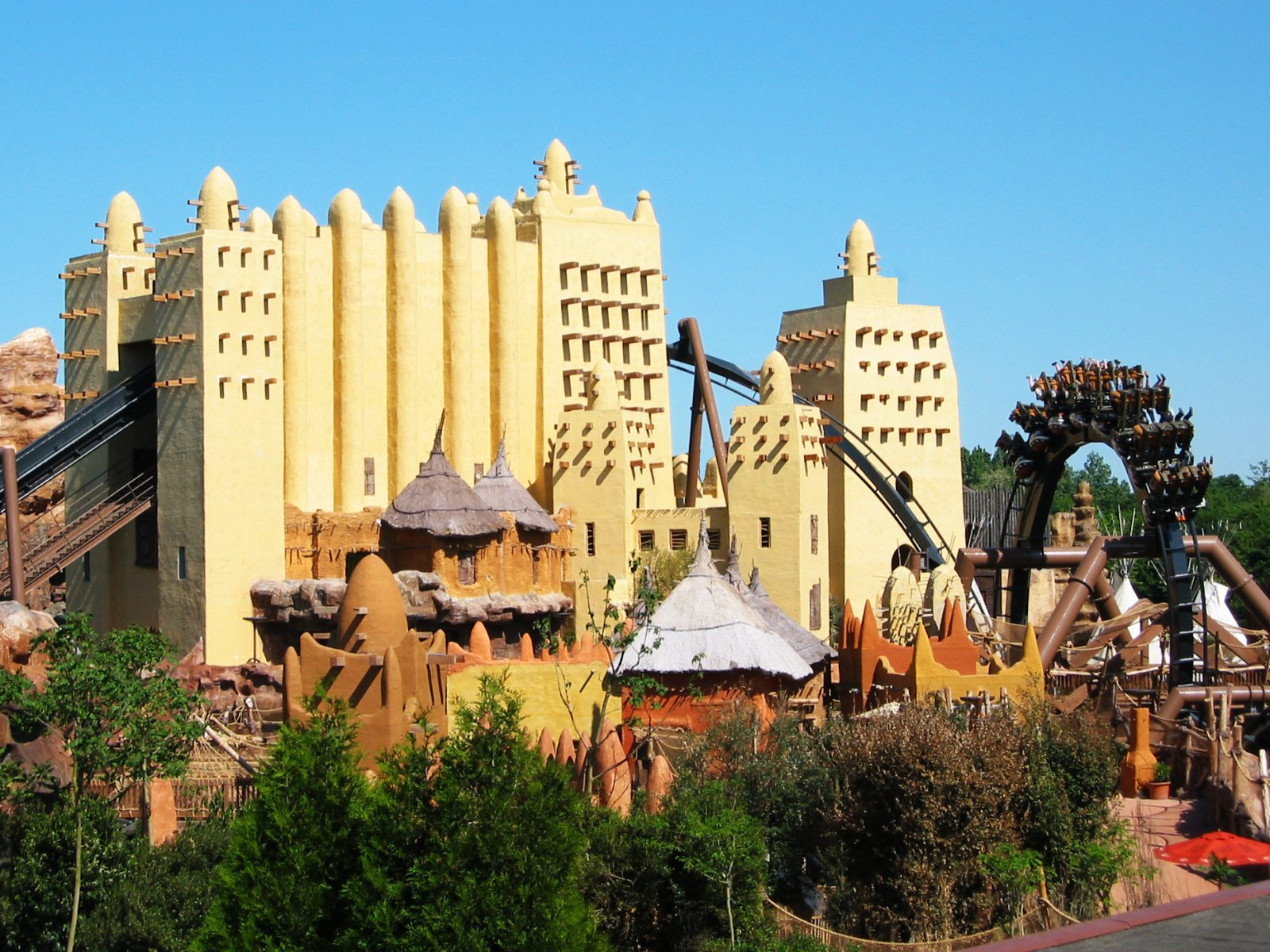
Deep in Africa.
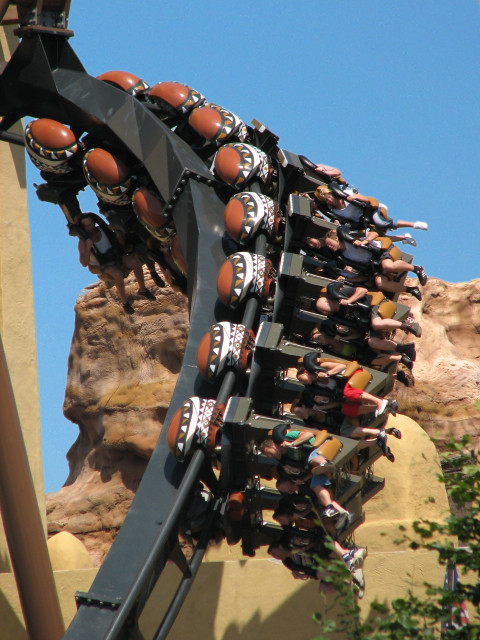
Première descente.
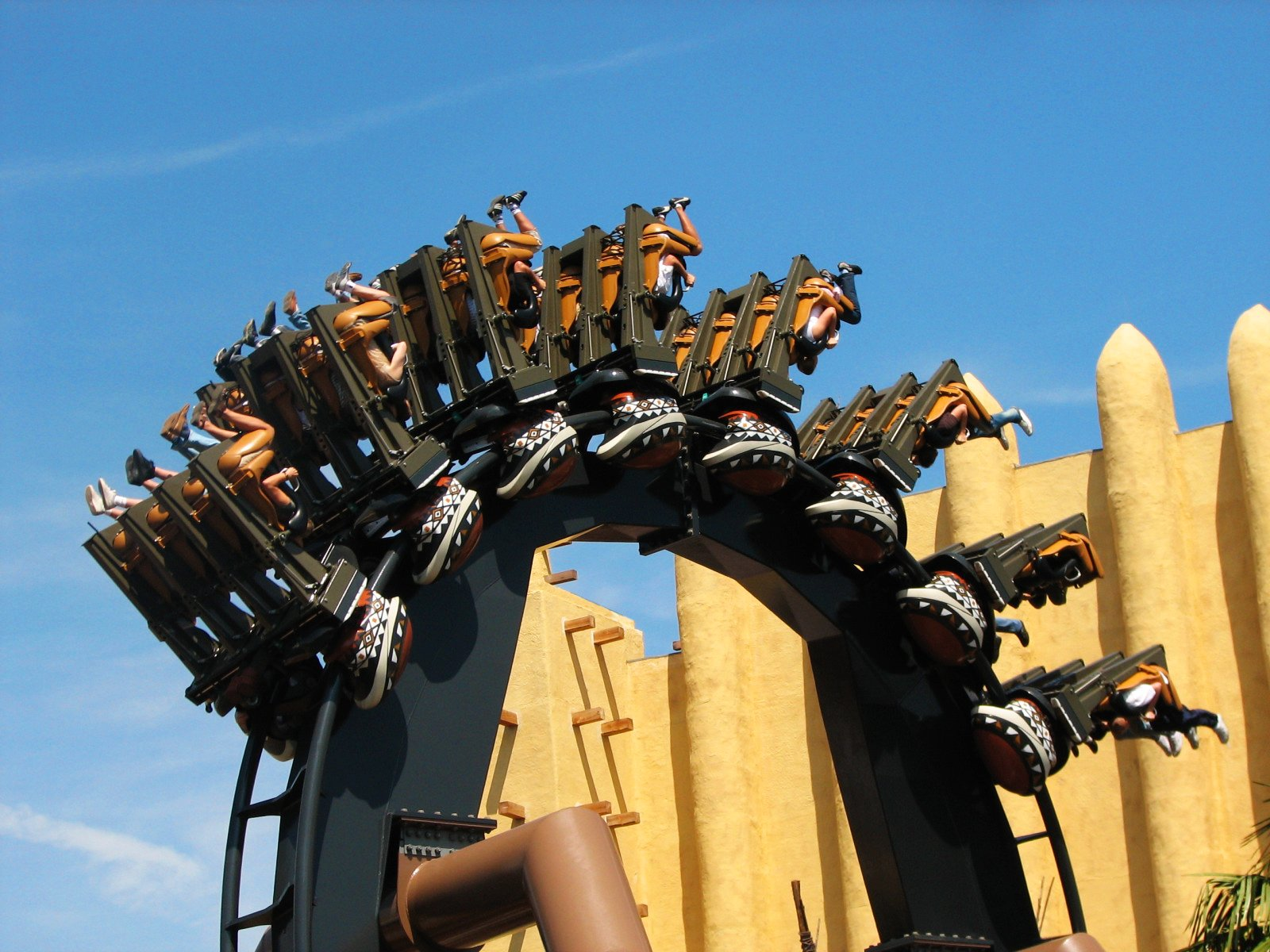
Looping vertical.
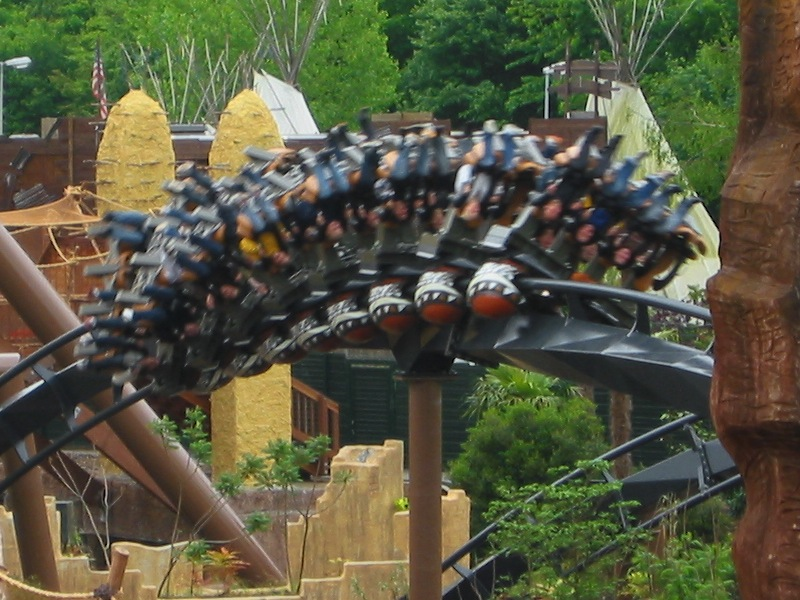
Zero-g-roll.